# Кленова іриска
Кленова іриска — смаколик, виготовлений шляхом виливання гарячого кленового соку на сніг, після чого іриску піднімають, наприклад, паличкою для ескімо або металевою виделкою. Ці солодощі є частиною традиційної культури в Квебеку, Східного Онтаріо, Нью-Брансвіку та північної частини Нової Англії.

## Метод приготування
Цукерку готують шляхом кип'ятіння кленового сиропу приблизно до 112 °C, найкраще при цьому використовувати цукерковий термометр. Густу рідину кип'ятять на дуже слабкому вогні або в каструлі з гарячою водою. Потім рідину виливають у розплавленому стані на чистий сніг, де холод змушує її швидко згущуватися. Якщо сироп тече, а не застигає, то він ще не досить довго прокипів, щоб вийшла м'яка кленова цукерка. Як тільки льодяник достатньо затвердіє, його можна взяти в руки і з'їсти. Чим вища температура кип'ятіння сиропу, тим товщим буде кінцевий результат. Зазвичай іриски їдять свіжими, допоки вони м'які. Найчастіше кленову іриску готують і їдять у кленоварні.

## Регіони
У Квебеці кленову іриску готують у кленоварнях і подають із традиційними квебецькими стравами, разом із іншими солодощами, виготовленими на основі кленового цукру. В Новій Англії приготування цих солодощів іноді називають «цукровою вечіркою на снігу», а м'які цукерки традиційно подають із пончиками, маринованими огірками та кавою. Солоні огірки та кава покликані підкреслити солодкість цукерок.
Кленову іриску також виготовляють у канадській провінції Манітоба з використанням сиропу, зробленого з ясенелистого клена. Сироп та іриски, отримані з цього клена, як правило, темніші і мають інший смак.

## Галерея

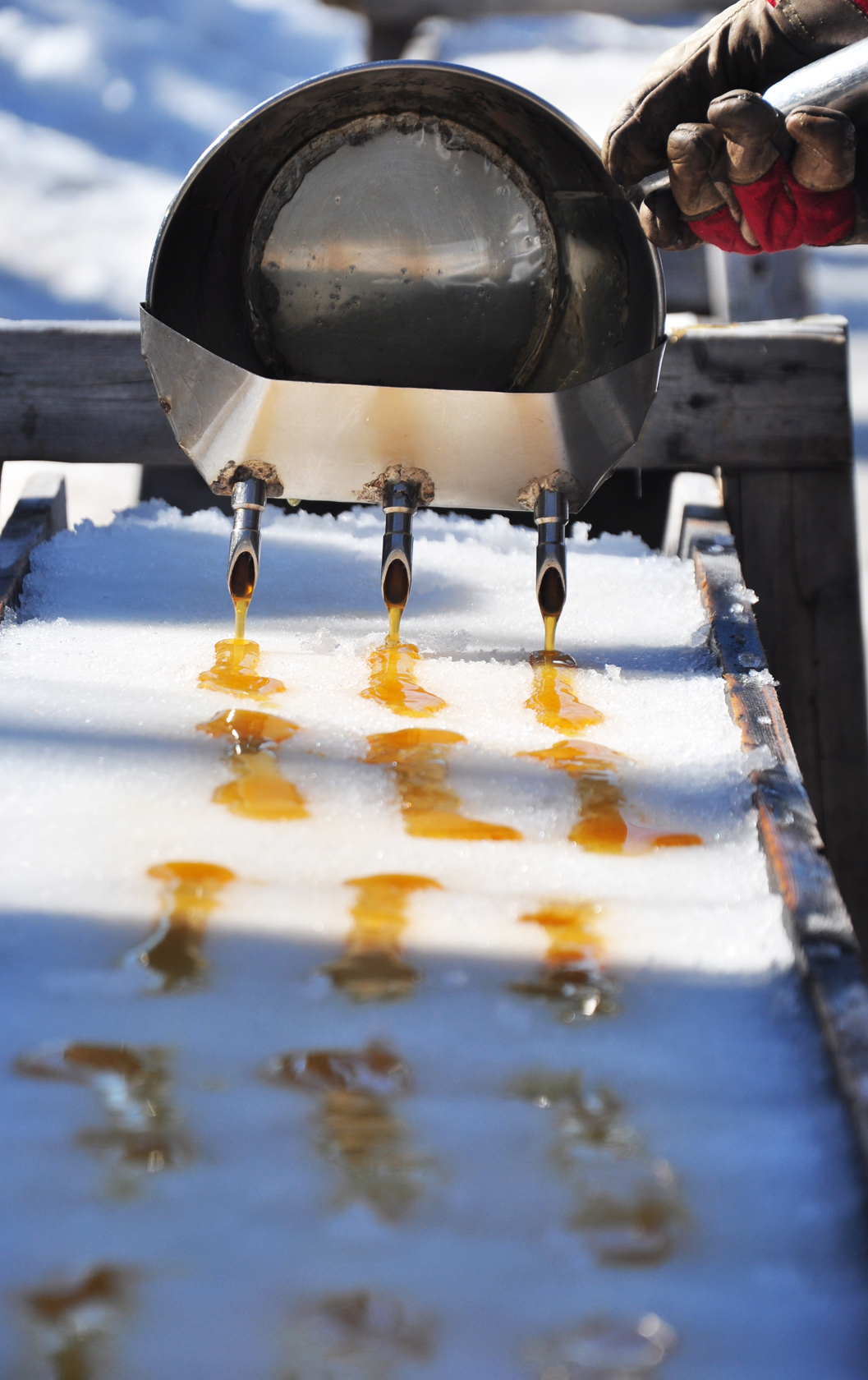
Приготування ірисок
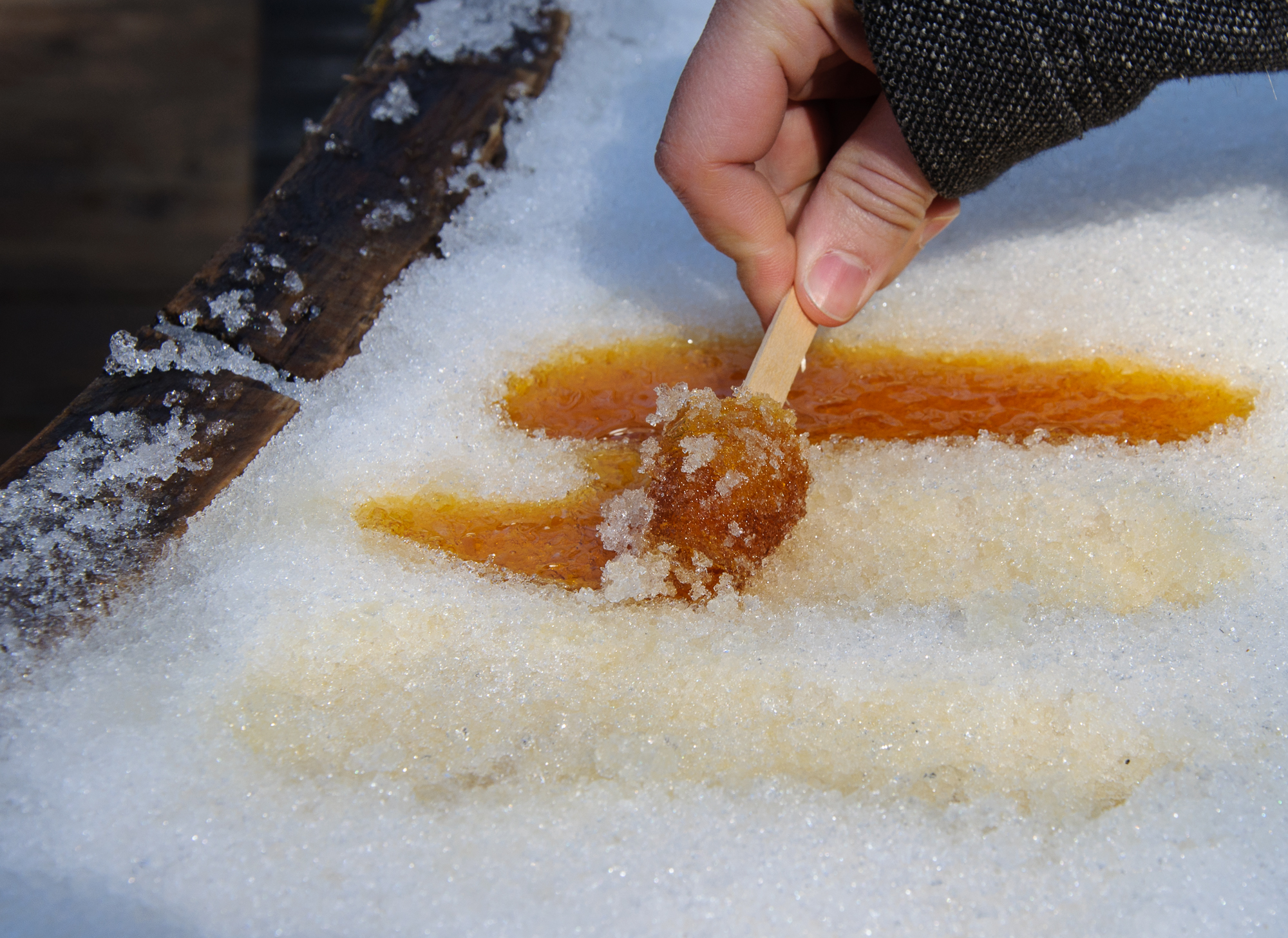
Кленова іриска на паличці для ескімо
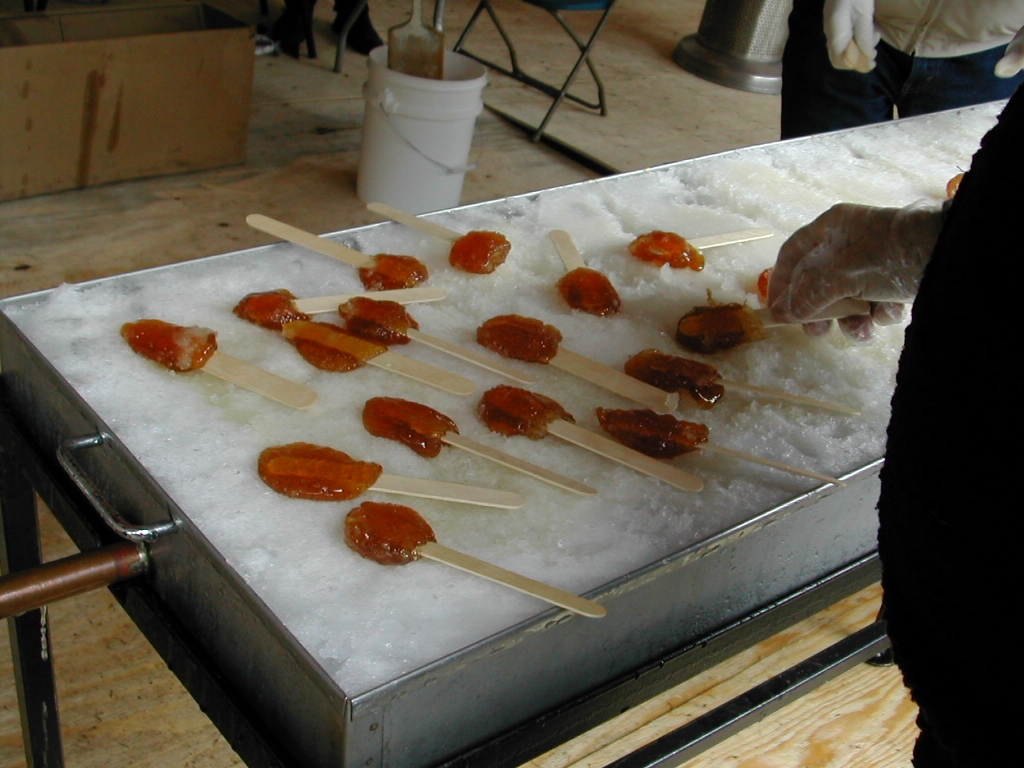
Іриски